# Olofsborg
För andra betydelser, se Olofsborg (olika betydelser).
Olofsborg (finska: Olavinlinna) är en borg i staden Nyslott i Finland, uppförd av okänd arkitekt, åt byggherren Erik Axelsson (Tott) på 1470-talet.

## Slottets äldsta byggnadsskede
Fästningen uppfördes på Kyrönsaari holme i Kyrönsalmi sund, i Savolax och fick namnet Sankt Olofs borg. Slottsherren på Viborgs slott Erik Axelsson (Tott) byggde den till en början (1475) av trä. Men från 1477 övergick man till att bygga med sten. Olofsborg skulle skydda Savolax mot ryssarna. Genom Freden i Nöteborg mellan Sverige och Republiken Novgorod, 1323, blev Kyrönsaari holme och sund rysk besittning. Grundandet av befästningen hotade också att avskära ryssarnas plundringståg till de nordsavolaxiska trakterna. Därför var byggandet förenat med stora faror.  Borgbygget fortsattes av bland annat Erik Axelssons broder och efterträdare på Viborg och Olofsborg, Lars Axelsson (Tott). Under deras tid byggdes slottets tre äldsta torn och förbunds med varandra genom höga murverk: Kyrktornet, Klocktornet och det sedermera förstörda Sankt Eriks torn. Från rysk sida hävdades, att borgen var byggd på rysk mark, och ryssarna belägrade den 1495-96.

## Förstärkningar under Vasasönernas tid

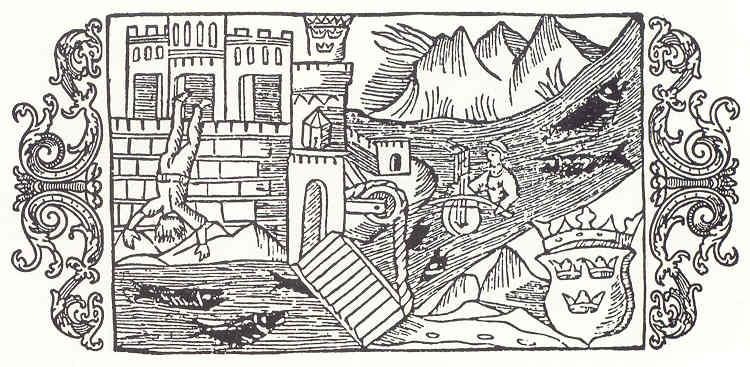
Den äldsta bilden som föreställer Olofsborg finns i Olaus Magnus verk Historia om de nordiska folken (1555). Förutom fästningen och vindbryggan ser man mytologiska figurer som näcken och svarta fiskar som enligt legenden skulle simma i strömmen kring slottet.

Under Erik XIV:s, Johan III:s och Karl IX:s regeringar förstärktes och ombyggdes slottet väsentligt och 1560–1562 hade det Tjocka tornet uppförts. Trots att slottets område var förhållandevis litet, bodde här under Johan III:s tid ibland ända upp emot 300 man. Men ibland fanns här inte flera än 90. Sveriges besittningar utvidgades mot Ryssland i början av 1600-talet. Då förlorade Olofsborg sin betydelse som gränsfästning. Utvidgningarna och större ombyggnader upphörde. Men flera gånger gjordes ändå underhållsarbete.

## Gustav II Adolf besöker Olofsborg
Under den tid som Finland var en del av Sverige var det bara Gustav II Adolf som besökte Olofsborg. Det gjorde han vintern 1622 på väg till Stockholm landvägen från krigsskådeplatsen i Polen. Under samma resa besökte han  Viborg och Torneå. Även hans bror Karl Filip hade besökt slottet nio år tidigare i samband med förhandlingar i Viborg 1612-13 med staden Novgorod. Vid den tiden stod Novgorod  under svenskt beskydd. Karl Filip var Novgorods kandidat till tsar av Ryssland. Han blev inte vald och reste då hem via Olofsborg i juli 1613. 

## Erövras under Stora ofreden, men återlämnas
Under Stora ofreden öppnade fästningen, som 18 juni 1714 cernerades av ryssarna, efter tappert försvar under kommendanten major Johan Busch, 29 juni 1714 sina portar för ryssarna, vilka dock vid fredsslutet 1721 återlämnade densamma. Fastän Olofsborg efter den tiden i högre grad än förut återvann egenskapen av gränsfäste, ägnades ingen större uppmärksamhet åt dess försvarsverk och först 1740 blev de ordentligt iståndsatta. 

## Erövras under Lilla ofreden, förblir ryskt

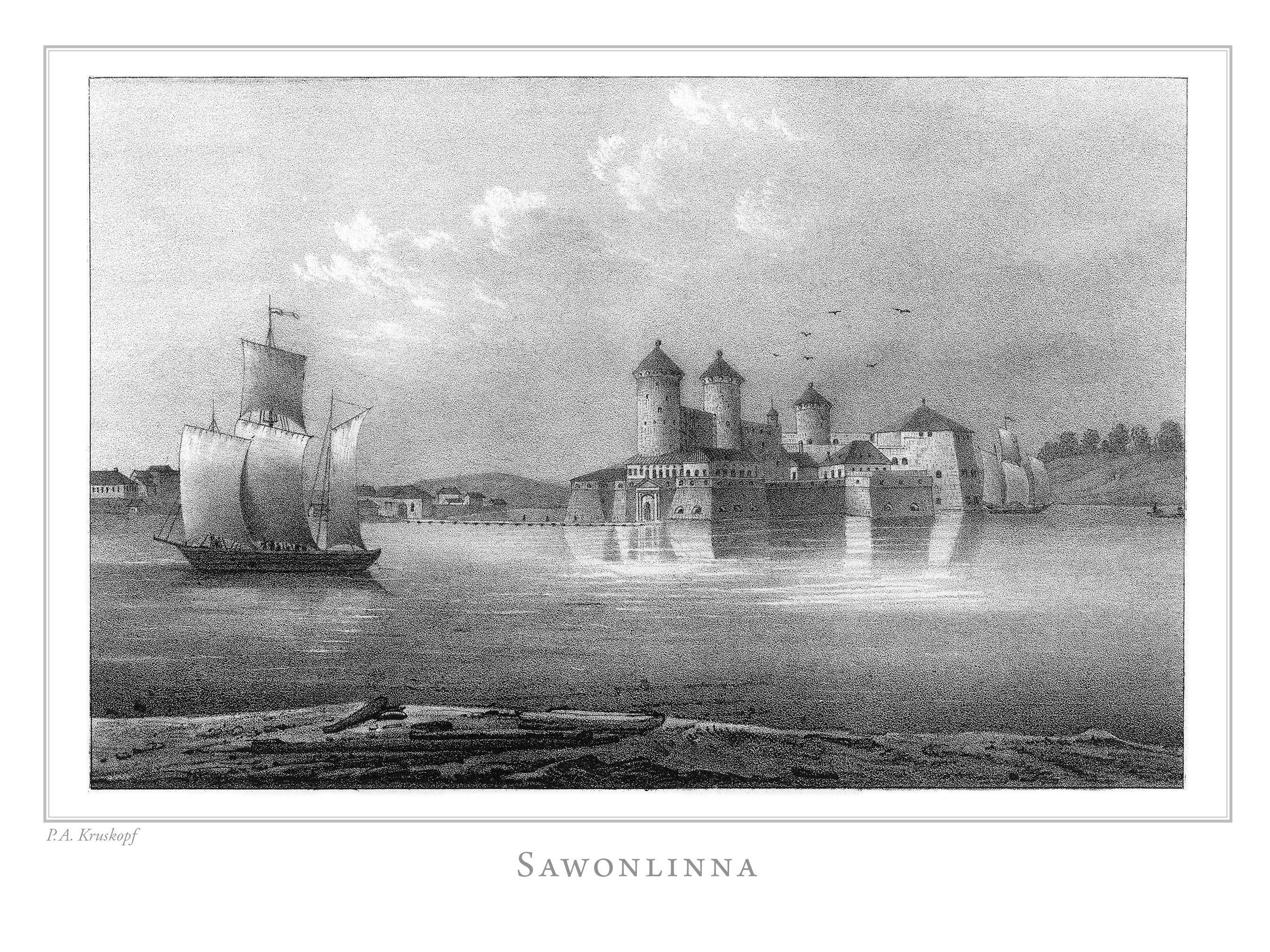
Litografi i Finland framstäldt i teckningar utgiven 1845-1852.

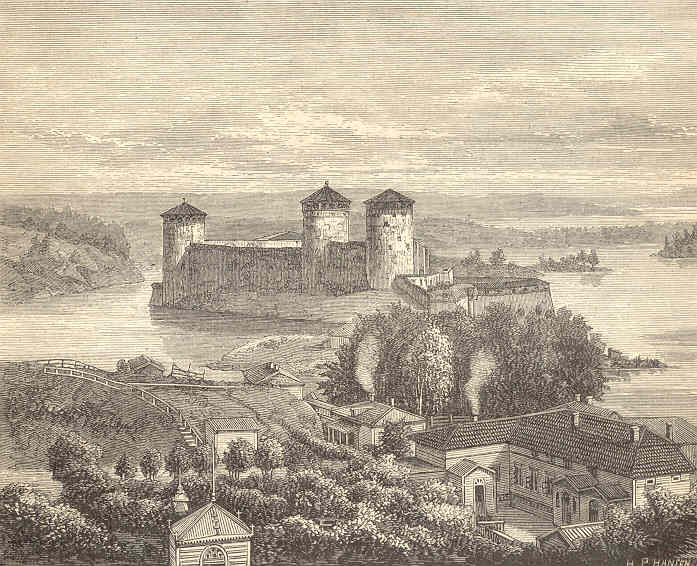
Olofsborg med Nyslott i förgrunden på 1880-talet.

Under 1741–1743 års krig intogs borgen den 8 augusti 1742 av ryssarna efter att ha varit belägrad sedan 16 juni samma år. Slottet hade försvarats av befälhavaren Petter Johan Gyllenecker. Olofsborg övergick genom freden i Åbo 1743 till Ryssland. Den 2 juli 1788 intogs staden Nyslott av svenskarna under Bernt Johan Hastfer. Under kriget 1788-90 belägrades borgen förgäves av svenska trupper. Efter krigets slut vidtogs i början särskilda förbättringar och tillbyggnader i slottets försvarsverk, varvid väsentliga förändringar infördes i dess gamla byggnadssystem.

## Slottet lämnas öde, blir en ruin och restaureras

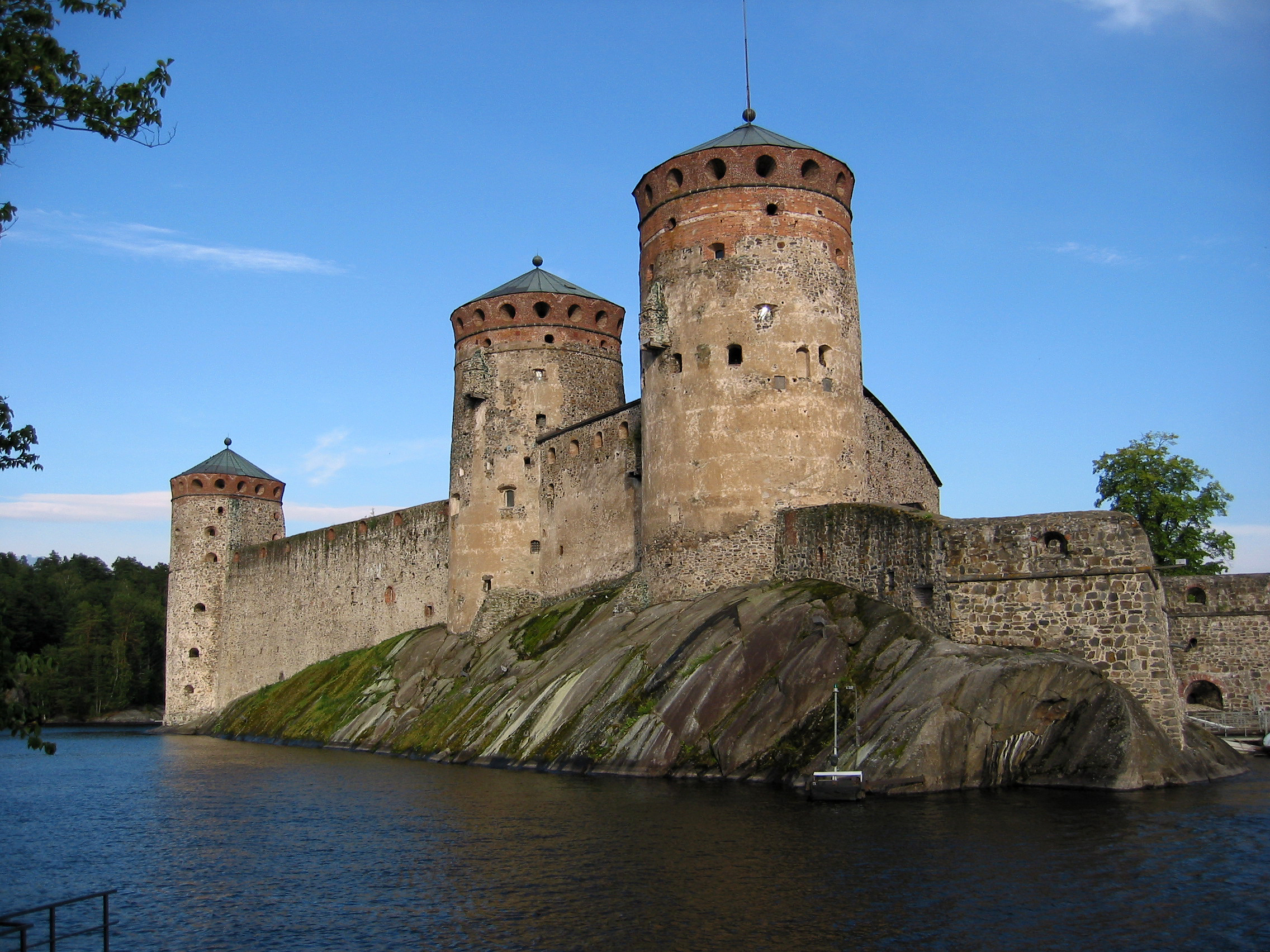
Olofsborg

Sedermera lämnades slottet dock att förfalla, och 1847 bortdrog den sista ryska besättningen. Under åren 1855–59 tjänstgjorde slottet som fängelse. Den förvandlades genom två eldsvådor - 1868 och 1869 - till en ruin. Därefter restaurerades borgen och började vårdas som fornminne. En grundlig restaurering genomfördes 1959-75. Borgen Olofsborg hör numera till Nyslotts mest kända sevärdheter. Trots ombyggnaderna är Olofsborg en av Nordens bäst bevarade medeltidsborgar.
Varje år sedan 1967 arrangeras Nyslotts operafestival inne i borgen. Den har sitt ursprung i att sångerskan Aino Ackté redan åren 1912–15 och 1930 arrangerade operafestivaler på stora borggården.